# 2016년 미국 대통령 선거 민주당 후보 경선
2016년 미국 대통령 선거 민주당 후보 경선은 2016년 미국 정·부통령 선거에 출마할 미국 민주당의 후보가 선출된 절차를 말한다. 민주당은 2016년 2월 1일부터 6월 14일까지 지역별 경선을 통해 선출직 전당대회 대의원 선출을 완료하였으며, 같은 해 7월 25일부터 28일까지 대통령 후보 선출 등을 위한 제47차 민주당 전당대회를 개최하였다.
2016년 7월 26일, 힐러리 클린턴 전 국무부 장관이 버니 샌더스 연방 상원의원을 누르고 민주당 대선 후보로 선출되었다. 이로써 클린턴은 미국 주요 정당 사상 첫 여성 대선 후보가 되었다.

## 후보자

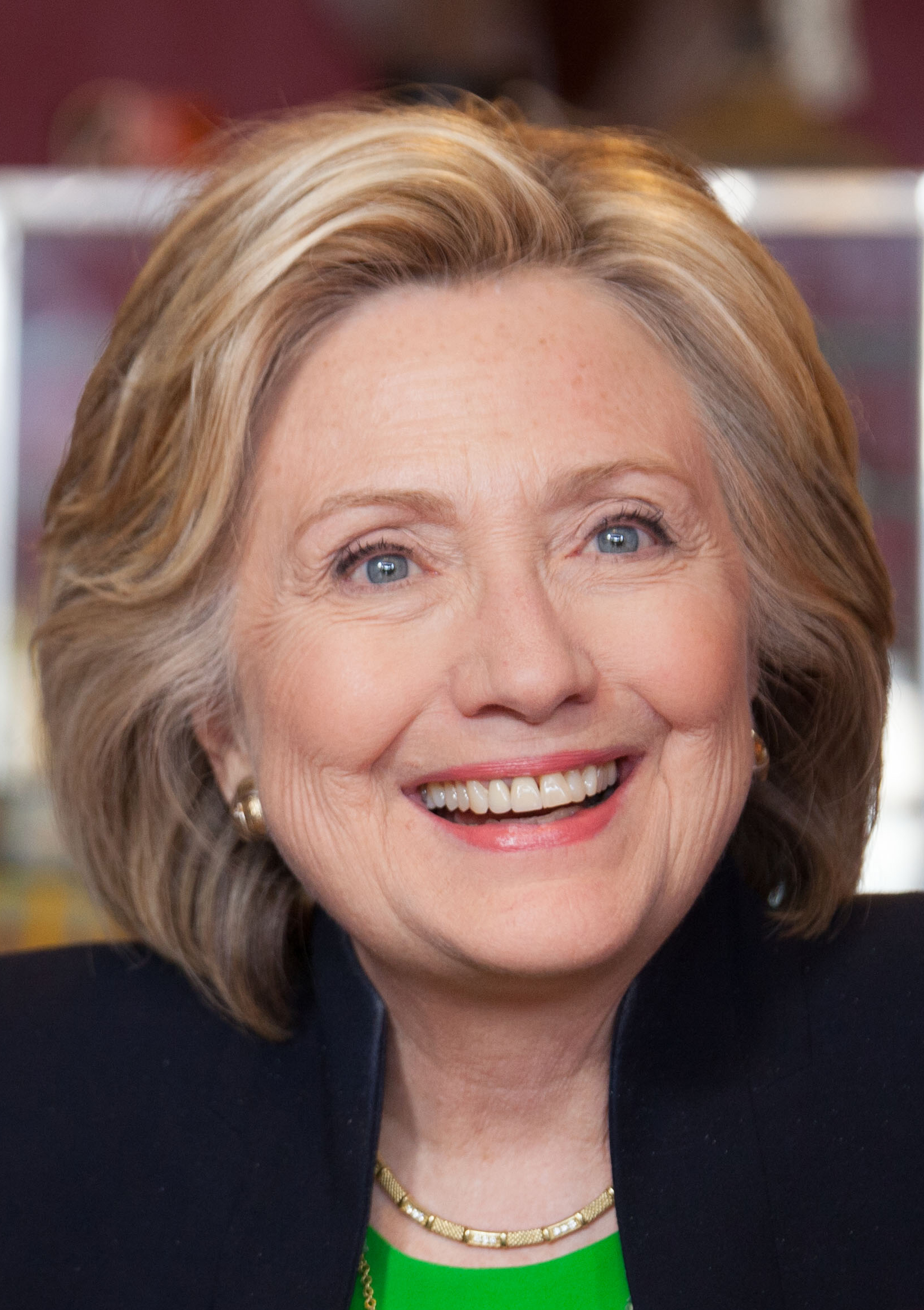
전 연방 국무장관 힐러리 클린턴
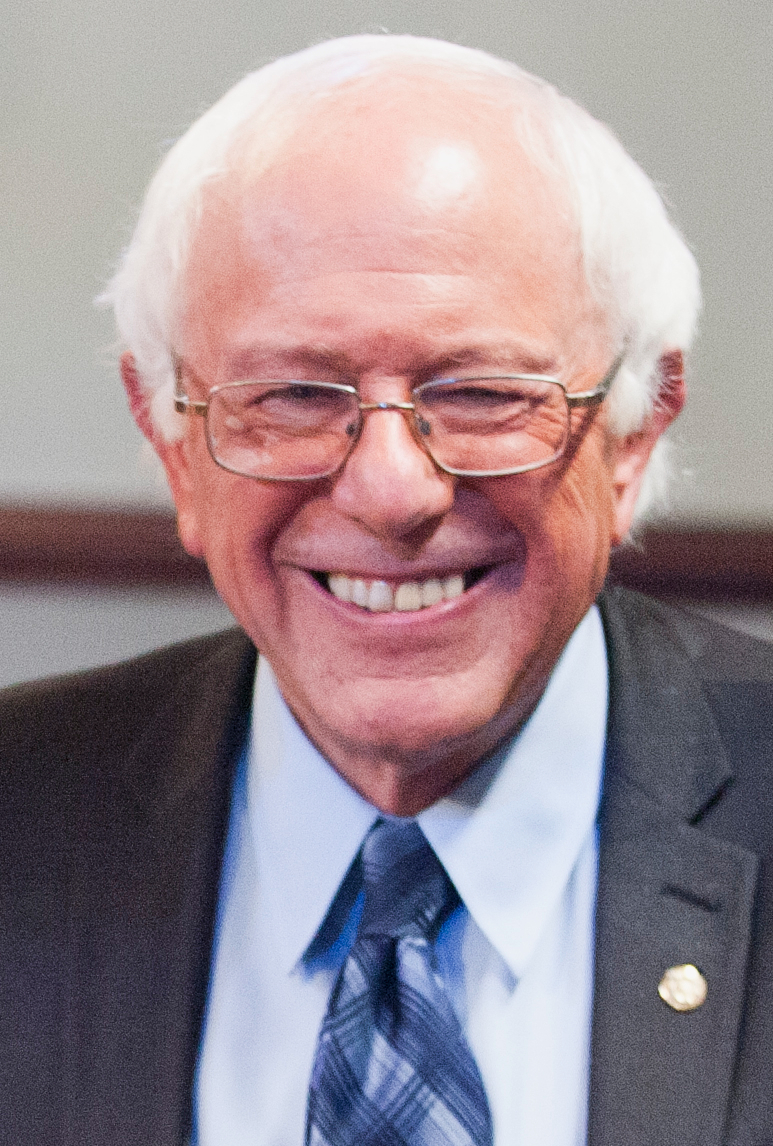
버몬트주 연방 상원의원 버니 샌더스

## 배경
2008년 경선에서 오바마에게 간발의 차로 패배한 힐러리 클린턴은 이후 4년간 오바마 정부 초대 국무부 장관을 지내는 등 차기 대선을 위한 준비를 차근차근 해오고 있었다.
클린턴은 오바마 재선 직후인 2012년 말과 2013년 초 각종 여론조사에서 압도적인 지지율을 달리며 대세론을 형성했으며, 오바마 등 민주당 주류파의 지원까지 받아 당연히 후보가 될 것으로 보였다.
또 하나의 민주당 주류파의 대권 주자로는 조 바이든 부통령이 있었다. 미국은 전통적으로 현직 부통령이 거의 자동적으로 차기 대선 후보가 되는 경우가 많은데다, 바이든은 40년이 넘게 정치를 해온 당의 거물이라 유력한 후보로 거론되었다. 그러나 바이든은 2015년 중순 아들인 보 바이든 전 델라웨어 주 법무총장이 뇌종양으로 요절하자 충격을 받고 대선 준비를 하지 못하였고, 결국 그 해 말 불출마를 선언하였다. 이로써 클린턴은 사실상 민주당 주류파의 유일한 후보가 되었고, 당선이 확실시되었다.
한편, 당내 비주류인 진보 진영은 당권파의 후보인 클린턴의 독주에 반발, 대항마를 물색하였다. 진보 진영의 후보로는 매사추세츠 출신의 엘리자베스 워런 상원의원이 강력하게 부상했으나, 워런 의원 본인이 고사해 무산되었다.
클린턴에 대항할 마땅한 주자가 없던 가운데, 버몬트 출신의 버니 샌더스 상원의원이 당내 비주류파 및 젊은 층의 지지로 급부상하였다. 샌더스 의원은 정당에 소속되면 신념을 타협해야 하는 일이 많다는 이유로 평생을 무소속 정치인으로 활동해왔으나, 선거 때마다 민주당과 후보 단일화를 하고 의정 생활에서도 민주당과 정책 연대를 해 사실상 민주당 의원으로 분류되기도 하는 "친민주당 무소속(democratic independent)"이었다. 상원의원 100명 중 유일하게 스스로 사회주의자라고 밝힌 것으로 잘 알려진 샌더스는 출마 초반만 해도 한 자릿수 지지율을 기록하는 등 군소 후보로 분류되었으나, 출마 후 몇 달만에 클린턴을 무섭게 추격하며 양강 구도를 형성하게 되었다.
그 외에도 마틴 오맬리 전 메릴랜드 주지사, 링컨 체이피 전 로드아일랜드 주지사, 짐 웹 전 버지니아 상원의원, 로런스 레시그 하버드대 교수 등이 경선에 참여했으나, 유의미한 성과를 내지 못하고 중도 사퇴하였다.

## 대의원 선출 경선 결과
| 순회 경선 결과 | 순회 경선 결과      | 순회 경선 결과 | 순회 경선 결과 | 순회 경선 결과 | 순회 경선 결과 |
| 날짜           | 지역                | 클린턴         | 샌더스         | 당연직         | 합계           |
| -------------- | ------------------- | -------------- | -------------- | -------------- | -------------- |
| 2월1일         | 아이오와            | 23             | 21             | 7              | 51             |
| 2월 9일        | 뉴햄프셔            | 9              | 15             | 8              | 32             |
| 2월 20일       | 네바다              | 20             | 15             | 8              | 43             |
| 2월 27일       | 사우스캐롤라이나    | 39             | 14             | 6              | 59             |
| 3월 1일        | 앨라배마            | 44             | 9              | 7              | 60             |
| 3월 1일        | 미국령 사모아       | 4              | 2              | 5              | 11             |
| 3월 1일        | 아칸소              | 22             | 10             | 5              | 37             |
| 3월 1일        | 콜로라도            | 25             | 41             | 12             | 78             |
| 3월 1일        | 조지아              | 73             | 29             | 15             | 117            |
| 3월 1일        | 매사추세츠          | 46             | 45             | 24             | 115            |
| 3월 1일        | 미네소타            | 31             | 46             | 16             | 93             |
| 3월 1일        | 오클라호마          | 17             | 21             | 4              | 42             |
| 3월 1일        | 테네시              | 44             | 23             | 8              | 75             |
| 3월 1일        | 텍사스              | 147            | 75             | 29             | 251            |
| 3월 1일        | 버몬트              | 0              | 16             | 10             | 26             |
| 3월 1일        | 버지니아            | 62             | 33             | 13             | 108            |
| 3월 5일        | 캔자스              | 10             | 23             | 4              | 37             |
| 3월 5일        | 루이지애나          | 37             | 14             | 8              | 59             |
| 3월 5일        | 네브래스카          | 10             | 15             | 5              | 30             |
| 3월 6일        | 메인                | 8              | 17             | 5              | 30             |
| 3월 1-8일      | 재외 당원           | 4              | 9              | 4              | 17             |
| 3워 8일        | 미시간              | 63             | 67             | 17             | 147            |
| 3워 8일        | 미시시피            | 31             | 5              | 5              | 41             |
| 3월 12일       | 북마리아나          | 4              | 2              | 5              | 11             |
| 3월 15일       | 플로리다            | 141            | 73             | 32             | 246            |
| 3월 15일       | 일리노이            | 79             | 77             | 27             | 183            |
| 3월 15일       | 미주리              | 36             | 35             | 13             | 84             |
| 3월 15일       | 노스캐롤라이나      | 60             | 47             | 13             | 120            |
| 3월 15일       | 오하이오            | 81             | 62             | 17             | 160            |
| 3월 22일       | 애리조나            | 42             | 33             | 10             | 85             |
| 3월 22일       | 아이다호            | 5              | 18             | 4              | 27             |
| 3월 22일       | 유타                | 6              | 27             | 4              | 37             |
| 3월 26일       | 알래스카            | 3              | 13             | 4              | 20             |
| 3월 26일       | 하와이              | 8              | 17             | 9              | 34             |
| 3월 26일       | 워싱턴              | 27             | 74             | 17             | 118            |
| 4월 5일        | 위스콘신            | 38             | 48             | 10             | 96             |
| 4월 9일        | 와이오밍            | 7              | 7              | 4              | 18             |
| 4월 19일       | 뉴욕                | 139            | 108            | 44             | 291            |
| 4월 26일       | 코네티컷            | 28             | 27             | 16             | 71             |
| 4월 26일       | 델라웨어            | 12             | 9              | 11             | 32             |
| 4월 26일       | 메릴랜드            | 60             | 35             | 25             | 120            |
| 4월 26일       | 펜실베이니아        | 106            | 83             | 19             | 208            |
| 4월 26일       | 로드아일랜드        | 11             | 13             | 9              | 33             |
| 5월 3일        | 인디애나            | 39             | 44             | 9              | 92             |
| 5월 7일        | 괌                  | 4              | 3              | 5              | 12             |
| 5월 10일       | 웨스트버지니아      | 11             | 18             | 8              | 37             |
| 5월 17일       | 켄터키              | 28             | 27             | 5              | 60             |
| 5월 17일       | 오리건              | 25             | 36             | 13             | 74             |
| 6월 4일        | 미국령 버진아일랜드 | 7              | 0              | 5              | 12             |
| 6월 5일        | 푸에르토리코        | 37             | 23             | 7              | 67             |
| 6월 7일        | 캘리포니아          | 254            | 221            | 76             | 551            |
| 6월 7일        | 몬태나              | 10             | 11             | 6              | 27             |
| 6월 7일        | 뉴저지              | 79             | 47             | 16             | 142            |
| 6월 7일        | 뉴멕시코            | 18             | 16             | 9              | 43             |
| 6월 7일        | 노스다코타          | 5              | 13             | 5              | 23             |
| 6월 7일        | 사우스다코타        | 10             | 10             | 5              | 25             |
| 6월 14일       | 워싱턴 D.C.         | 16             | 4              | 24             | 44             |
| 합계           | 합계                | 2,205          | 1,846          | 711            | 4,762          |

### 경과

주별 순회 경선 후보별 1위 지역 (황색-클린턴, 녹색-샌더스)

기초단체별 상세 결과 (황색-클린턴, 녹색-샌더스, 회색-동률, 백색-투표 미시행 지역)

2016년 2월 1일 아이오와 당원 대회에서 열린 첫번째 순회 경선 결과, 클린턴이 701표, 샌더스가 697표로 간발의 차로 클린턴이 승리하였다. 두 명의 전현직 대통령을 비롯하여 민주당 당권파의 적극적 지원을 받은 클린턴이 이제껏 당원도 아니었던 샌더스에게 박빙으로 이기자 언론은 충격적인 결과라며 대서특필하였고, 당내 진보층은 흥분을 감추지 못했다. 두번째로 열린 2월 9일 뉴햄프셔 경선에서는 샌더스가 압승, 누적 대의원 수 1위를 차지하였다. 여론조사상 클린턴의 낙승이 관측되던 아이오와에서 선전한 것에 이어 클린턴이 8년 전 경선 때 승리했던 뉴햄프셔에서 대승을 거두기까지 하자 샌더스 돌풍은 더욱 힘을 얻게 되었다. 그러나 이어진 네바다 경선에서 샌더스가 기대와 달리 패배하고, 그 다음 사우스캐롤라이나 경선에서도 클린턴이 연승하며 누적 1위는 뒤집혔다.
그 다음 3월 1일 슈퍼화요일 경선에서 남부 주들을 휩쓸며 대승한 것을 시작으로, 클린턴은 이어진 대부분의 경선에서 승리하며 대의원 격차를 300석 이상 벌려나갔다. 이는 샌더스가 외연 확장에 실패한 탓도 있는데, 백인들과 청년층에게는 강력한 지지를 받은 대신 흑인, 히스패닉 등 유색인종과 중년, 장년, 노년층에서는 지속적으로 클린턴에게 밀리고 있던 것이다.
당원 대회 (caucus) 형식의 경선과 투표소 투표 (primary) 형식의 경선으로 분류했을 때, 샌더스는 당원 대회, 클리턴은 투표소 투표에서 각각 강세를 보였다. 이는 수적으론 클린턴 측 지지자들이 우세해도 당원대회에는 샌더스 측 지지자들이 더 열성적으로 참여하기 때문이라고 분석되었다.
경선 내내 클린턴은 한 번도 1위를 내주지 않았고, 결국 6월 6일 당연직 대의원을 포함해 누적 대의원 과반 돌파를 달성, 사실상 대통령 후보로 확정되었다.
4개월 간의 경선 끝에 선출직 대의원 정수 4,000여석 중 클린턴 지지 대의원이 2,200여명, 샌더스 지지 대의원 1,800여명이 당선되었으며, 전현직 정치인 및 당 간부로 이루어진 당연직대의원 700여명 중에서도 최소 5-600명 이상이 클린턴 지지를 선언함으로서 7월 전당대회 때 대의원 투표에서 클린턴이 과반을 득표할 것이 기정사실화되었다.
샌더스는 첫 경선 후보 토론회에서 클린턴 후보의 이메일 남용 사건을 거론하지 않겠다고 선언하는 등, 매니페스토 선거를 치를 것을 공언하였다. 실제로 2016년 민주당 경선은 같은 시기 치러진 공화당 경선이나 과거의 경선들에 비교했을 때 비교적 네거티브가 없는 깨끗한 경선으로 평가되었다.

### 경선 이후
민주당 전당대회 개회로부터 불과 2주 전인 7월 12일, 샌더스와 클린턴은 뉴햄프셔주 포츠머스 시에서 공동 집회를 갖고 샌더스의 클린턴 지지 선언을 발표함으로서 당의 통합을 촉구하였다.
이후 위키리크스를 통해 경선 기간 중 민주당의 지도부 인사들이 서로에게 보낸 이메일들이 대거 공개되는 사건이 있었는데, 공개된 내용들을 토대로 민주당 지도부가 샌더스를 낙선시키기 위해 공작했다는 의혹이 제기되었다.
공개된 이메일들에는 데비 웨서맨 셜츠 (Debbie Wasserman Schultz) 민주당 대표가 절대 샌더스가 대통령이 되지 않도록 해야 한다고 말하는 내용부터, CNN 민주당 경선 후보 토론회를 앞두고 CNN 논설위원을 맡고 있던 도나 브래질 민주당 부대표가 클리턴 캠프 측에 토론 질문들을 미리 보내주는 내용까지 여러 심각한 내용이 담겨 있었다.
결국 셜츠 대표는 전당대회를 마지막으로 위원장직을 사퇴할 것을 선언하였다. 그러나 셜츠는 당 대표직 사퇴와 동시에 클린턴 캠프에 들어가면서, 유착설을 확인해준 꼴이라는 비판을 듣게 되기도 하였다.

## 전당대회
민주당은 미국 펜실베이니아주 필라델피아 시에서 7월 25일에서 28일까지 나흘 동안 제47차 전당대회를 개최하고 개정된 정강정책 및 정·부통령 후보자를 확정했다.
당초 전당대회 의장은 셜츠 당 대표가 맡을 것으로 보여졌으나, 클린턴 캠프와의 유착 의혹이 불거지며 민주당은 새 의장 후보 물색에 들어갔다. 7월 23일, 전당대회 준비위원회(Rules Committee)는 전 원내 흑인 의원회 (Congressional Black Caucus) 회장인 마샤 퍼지 하원의원을 전당대회 의장으로 선임할 것을 만장일치로 의결하였다.
통상적으로 후보자와 그 지지자들의 축제 같은 분위기로 진행되는 전당대회는 이번에는 대회장 안팎에서 벌어진 샌더스 지지자들의 농성으로 인해 긴장감이 감도는 가운데 개회됐다.

### 1일차: 정강정책 확정
첫째 날인 25일 대회는 앞선 10일 정강정책위원회에서 통과된 새 정강정책을 만장일치로 통과시켰다. 월가 개혁, 최저임금 인상, 임신중절권 보장, 범죄자 인권 강화 등을 골자로 한 이 정강정책은 샌더스 돌풍으로 부상한 당내 진보 진영의 요구를 대폭 받아들인 결과 민주당 창당 이래 가장 진보적인 것으로 평가되었다.

전당대회 대의원 투표 결과 후보별 1위 지역 (황색-클린턴, 녹색-샌더스, 회색-동률)

### 2일차: 대통령 후보 선출
둘째날인 26일 대회는 드디어 대의원 투표를 진행하고 대통령 후보를 공식 지명했다. 규정에 따라 알파벳 순으로 각 주의 이름을 호명하고, 주별로 대의원 투표 결과를 보고 받는 롤컬(Roll Call)을 통해 최종 결과를 집계했는데, 버몬트 등 몇몇 주는 그 지역 대의원들의 요청으로 보고 순서를 바꾸기도 했다.
선출직 대의원 수에서는 경선에서는 꽤 열심히 클린턴을 따라잡은 샌더스였으나, 당내에 조직이나 인맥이 없던 탓에 당연직 대의원 투표에서는 클린턴에게 대패해 최종 결과는 두 후보 간 격차가 많이 벌어졌다.
마지막 버몬트 주까지 개표 보고가 끝난 직후 샌더스는 긴급동의를 통해 개표 결과는 기록하되 투표가 아닌 추대의 형식으로 클린턴을 대통령 후보로 지명할 것을 건의하였다. 이는 지난 2008년 전당대회 당시 클린턴이 대의원 투표 도중 긴급동의를 하고 오바마를 후보로 추대하자고 건의했던 방식을 그대로 재연한 것이기도 했다. 대회는 샌더스의 이같은 동의안을 받아들여 힐러리 클린턴을 대통령 후보에 만장일치로 추대하였다.
| 대의원 투표 결과    | 대의원 투표 결과 | 대의원 투표 결과 | 대의원 투표 결과 | 대의원 투표 결과 |
| 대의원단            | 클린턴           | 샌더스           | 기권             | 합계             |
| ------------------- | ---------------- | ---------------- | ---------------- | ---------------- |
| 앨라배마            | 50               | 9                | 1                | 60               |
| 알래스카            | 6                | 14               | 0                | 20               |
| 미국령 사모아       | 8                | 3                | 0                | 11               |
| 애리조나            | 51               | 34               | 0                | 85               |
| 아칸소              | 27               | 10               | 0                | 37               |
| 캘리포니아          | 330              | 221              | 0                | 551              |
| 콜로라도            | 36               | 41               | 1                | 78               |
| 코네티컷            | 44               | 27               | 0                | 71               |
| 델라웨어            | 23               | 9                | 0                | 32               |
| 재외 당원           | 7                | 10               | 0                | 17               |
| 워싱턴 D.C.         | 39               | 5                | 0                | 44               |
| 플로리다            | 163              | 72               | 11               | 246              |
| 조지아              | 87               | 29               | 1                | 117              |
| 괌                  | 9                | 2                | 1                | 12               |
| 하와이              | 15               | 19               | 0                | 34               |
| 아이다호            | 7                | 20               | 0                | 27               |
| 일리노이            | 98               | 74               | 11               | 183              |
| 인디애나            | 48               | 43               | 1                | 92               |
| 아이오와            | 30               | 21               | 0                | 51               |
| 캔자스              | 14               | 23               | 0                | 37               |
| 켄터키              | 33               | 27               | 0                | 60               |
| 루이지애나          | 45               | 14               | 0                | 59               |
| 메인                | 12               | 18               | 0                | 30               |
| 메릴랜드            | 84               | 36               | 0                | 120              |
| 매사추세츠          | 68               | 46               | 1                | 115              |
| 미시간              | 81               | 66               | 0                | 147              |
| 미네소타            | 42               | 47               | 4                | 93               |
| 미시시피            | 33               | 7                | 1                | 41               |
| 미주리              | 49               | 35               | 0                | 84               |
| 몬태나              | 14               | 12               | 1                | 27               |
| 네브래스카          | 13               | 16               | 1                | 30               |
| 네바다              | 27               | 16               | 0                | 43               |
| 뉴햄프셔            | 16               | 16               | 0                | 32               |
| 뉴저지              | 90               | 45               | 7                | 142              |
| 뉴멕시코            | 27               | 16               | 0                | 43               |
| 뉴욕                | 181              | 108              | 2                | 291              |
| 노스캐롤라이나      | 70               | 48               | 2                | 120              |
| 노스다코타          | 7                | 14               | 2                | 23               |
| 북마리아나          | 9                | 2                | 0                | 11               |
| 오하이오            | 98               | 62               | 0                | 160              |
| 오클라호마          | 20               | 22               | 0                | 42               |
| 오리건              | 34               | 38               | 2                | 74               |
| 펜실베이니아        | 126              | 82               | 0                | 208              |
| 푸에르토리코        | 44               | 23               | 0                | 67               |
| 로드아일랜드        | 19               | 13               | 1                | 33               |
| 사우스캐롤라이나    | 46               | 13               | 0                | 59               |
| 사우스다코타        | 15               | 10               | 0                | 25               |
| 테네시              | 50               | 23               | 2                | 75               |
| 텍사스              | 179              | 72               | 0                | 251              |
| 유타                | 8                | 29               | 0                | 37               |
| 미국령 버진아일랜드 | 12               | 0                | 0                | 12               |
| 버지니아            | 75               | 33               | 0                | 108              |
| 워싱턴              | 42               | 74               | 2                | 118              |
| 웨스트버지니아      | 19               | 18               | 0                | 37               |
| 위스콘신            | 47               | 49               | 0                | 96               |
| 와이오밍            | 11               | 7                | 0                | 18               |
| 버몬트              | 4                | 22               | 0                | 26               |
| 민주당대학생연합회  | 0                | 0                | 0                | 1                |
| 합계                | 2,842            | 1,865            | 55               | 4,763            |

### 3일차: 부통령 후보 선출 및 수락
전당대회 3일째인 27일에는 부통령 후보 선출이 진행되었는데, 클린턴이 러닝메이트로 사전에 지명한 팀 케인 상원의원 외에 입후보자가 없어 대의원 투표를 거치지 않고 케인이 만장일치로 추대되었다. 같은 날 오후 케인은 후보 수락 연설에서 클린턴에 대한 지지를 호소했다.
클린턴 캠프는 4월부터 부통령 후보 선정 작업을 시작했으나, 특별히 유력한 인물은 없었다. 6월 16일 클린턴 캠프에서 매사추세츠의 엘리자베스 워런 상원의원을 접촉해보고 있다는 보도가 나오면서 한때 "여·여(女·女)" 후보론이 탄력을 받기도 했으며, 그 외에도 안정적인 이미지를 갖고 있는 버지니아의 팀 케인 상원의원, 남미 이민자 출신으로 트럼프의 반이민 프레임에 대항할 수 있는 톰 페레즈 노동부 장관, 흑인 표심을 공략할 수 있는 뉴저지의 코리 부커 상원의원 등 여러 후보자가 고려됐다. 이런 배경 속에 클린턴 캠프는 7월 22일에서야 케인을 러닝메이트로 정식 발표하였다. 케인은 상원의원 뿐만 아니라 리치먼드 시장과 버지니아 주지사 등을 지내 의정과 행정 경력을 겸비했으며, 독실한 천주교인에 출중한 스페인어 실력을 갖춰 매력적인 정치인으로 꼽혔다. 2008년 오바마의 러닝메이트로 검토되기도 했으며, 그 후 약 2년 간 민주당 대표를 지내는 등 당내 기반도 탄탄했다. 그러나 일반 국민들 사이에서 인지도가 약하고, 사람이 너무 지루해 정치인보단 행정가 같다는 평을 들을 정도라는 점에서 부정적인 시각도 존재했다. 워싱턴포스트지는 오히려 케인의 바로 그런 점이 매사에 모험을 싫어하고 안정을 추구하는 클린턴의 마음을 끌었을 것이라고 분석했다.

### 4일차: 대통령 후보 수락
전당대회 마지막 일정으로 클린턴이 후보 수락 연설을 하는 것으로 4일 간의 제47차 민주당 전당대회는 막을 내렸다. 딸인 첼시 클린턴의 소개로 단상에 오른 클린턴은 일자리 창출과 지구 온난화 저지 정책 도입, 총기 규제 강화를 공약하고, "트럼프는 공허한 약속을 내놓지만 우리는 진짜로 국민들의 삶을 개선시킬 담대한 정책을 갖고 나왔다"며 승리를 자신했다.

## 한국
민주당은 미국 국내의 당원 뿐 아니라 해외에 거주하는 당원들을 대상으로 한 재외 당원 대의원 선출 경선도 진행했는데, 이때 한국에 사는 민주당 당원들 또한 투표권을 행사하였다.
결과는 유효표 735표 중 샌더스 682표, 클린턴 52표, 기타 1표였으며, 다른 나라의 재외 당원들의 투표를 합산한 결과에서도 샌더스는 클린턴을 압도적으로 누르고 승리했다.

## 같이 보기
- 2016년 미국 대통령 선거 공화당 후보 경선
- 2020년 미국 대통령 선거 민주당 후보 경선